# 烏茲別克斯坦國旗
烏茲別克斯坦國旗由三條分別為藍色、白色和綠色的橫條組成，並以兩條薄紅褐色條紋分隔，国旗的左上角有象征伊斯蘭教信仰的新月和12顆五角星组合图案。
該旗於1991年11月18日起取代烏茲別克蘇維埃社會主義共和國國旗，並自此成為該國的官方旗幟。

## 歷史
在作为蘇聯加盟共和国期间，烏茲別克蘇維埃社會主義共和國多次变更旗帜图案，并最终在1952年启用了一面以蘇聯國旗为基础加以修改的旗幟。烏茲別克斯坦在1991年9月1日（即蘇聯解體前約3個月）宣佈主权獨立，並在隨後面向全国舉行了一次新國旗設計比賽以征集新国旗图案。截至1991年10月底，該比賽共收到了超過200張設計圖，經過烏茲別克最高蘇維埃特別會議的再次揀選後，获选的新国旗图案設計最終在1991年11月6日选定，并于同年11月18日正式启用，烏茲別克斯坦也随之成為中亞第一個使用新款國旗的原苏联加盟共和国。

## 設計

### 象徵

左侧的星星连起来是阿拉伯文ٱلل‍َّٰه（安拉），象征乌兹别克穆斯林对真主的信仰

烏茲別克斯坦國旗各色中，白色代表著聖潔及和平；而藍色除了象徵天空和水，也間接提及曾在14世紀統治烏茲別克的帖木兒之旗幟。此外，綠色乌国政府官方的解釋为代表大自然及肥沃的土地，該顏色也同时象徵著伊斯蘭教信仰；而兩條薄紅褐色條紋則表示每個人的「生命力」。另一方面，在旗幟左上角的伊斯蘭新月不但代表著烏茲別克斯坦的「再生」並成為一個「獨立」國家，也象徵占88%烏茲別克斯坦人口所信仰的伊斯蘭教。新月右邊有分为三行排列，共计12顆的白色五角星（第一行三颗、第二行四颗、第三行五颗）則代表伊斯蘭曆的12個月份，以及黃道帶上的12個星座。

### 法律保護
2010年12月27日，时任烏茲別克斯坦總統伊斯蘭·卡里莫夫簽署了一份關於加強保護該國標誌（包括國旗及國徽）的法律修正案。該修正案不但禁止乌兹别克斯坦國旗在宣傳和商業（包含廣告和文件）上使用，亦不允許任何與該國政府沒有關聯的組織採用與國家象徵相似的標誌。

### 其他旗帜
- 乌兹别克斯坦国旗（宪法版本）
- 乌兹别克斯坦总统旗帜
- 乌兹别克斯坦军旗
（拉丁字母版本）
- 乌兹别克斯坦军旗
（西里尔字母版本）
- 卡拉卡尔帕克斯坦自治共和国
- 烏茲別克斯坦空軍旗
- 烏茲別克斯坦海軍旗

### 其他历史旗帜
- 乌兹别克苏维埃社会主义共和国国旗
1991
- 乌兹别克苏维埃社会主义共和国国旗
1953-1991
- 卡拉卡尔帕克苏维埃社会主义自治共和国

## 外部連結
- 世界旗帜网（FOTW）的烏茲別克斯坦國旗資訊
- 在 Vexillographia 網站上的烏茲別克斯坦國旗資訊 （页面存档备份，存于）
- 烏茲別克駐華盛頓大使館網站內的烏茲別克國旗介紹